# ブーシェフル
ブーシェフル（ペルシア語: بوشهر; Būshehr [buːˈʃe(h)ɾ] ( 音声ファイル)）、またはバンダレ・ブーシェフル（ペルシア語: بندر بوشهر; Bandar-e Būshehr  発音）はイラン南西部ペルシア湾岸の都市で、人口は2005年に165,377人。ブーシェフル州の州都で、イランの主要海港でもある。テヘランの南400km、北緯28度59分、東経50度49分に位置する。同地の気候は温暖湿潤である。日本語ではブシェフル、ブーシェヘル、ブシェヘル、ブシェールなどとも表記する。

## 歴史
ブーシェフルは1736年、アフシャール朝のナーディル・シャーの手によって創建された。その以前には同地はレイシャフルと呼ばれ、5世紀におけるネストリウス派キリスト教拡大の中心地であった。
1763年、イランの支配者ザンド朝のカリーム・ハーンは、イギリス東インド会社に根拠地と交易所をブーシェフルに設ける権利を下賜。18世紀後半には英国海軍の基地として用いられるようになり、19世紀には交易港としても重要性を帯びる。ブーシェフルは1856 - 57年のイギリス・ペルシア戦争においては1856年12月9日、イギリスに降伏して占領されている。
1915年には再びイギリスによる占領があった。これはドイツ、特にヴィルヘルム・ヴァッスムスによる陰謀の結果である。
20世紀以前、ブーシェフルには多くのアフリカ系住民が居住していた。言語的影響として識別できるものはないが、文化的な影響は認められる。
産業では漁業、熱気発電があり、おなじくブーシェフルと呼ばれる後背地にあってはシーラーズ種の葡萄、金属細工、絨毯ほか織物、セメント、肥料などがある。イラン海軍は同地に基地を保持している。

## 交通
ブーシェフル空港がある。

## 核開発
ロシアとの協力によって建設されている原子力発電所用地はブーシェフルから12kmの地点にある。事業は西ドイツ・ボンのシーメンス社・クラフトベルク・ユニオン事業部によって開始された。これは2基の原子炉、40億ドルから60億ドル相当を建設する1975年に署名された契約に基づくものである。
事業は1979年1月に停止。このときの進捗率は1基が50%、もう1基が85％であった。シーメンス側はイラン側に4億5千万ドルの不払いがあったことに基づくものであるとする。同社は契約全体の25億ドルを受領している。1979年のイラン革命と、イラン政府が一方的に契約を解除したことを同社は認識、契約は破棄された。
イラン・イラク戦争の1985年2月から1988年のあいだには、複数回にわたってイラクの空襲を受け、ブーシェフルの原子炉施設は損害をこうむっている。イランはシーメンス社に対して完工を要求したが、同社はアメリカ合衆国の外交圧力によってこれを拒否。その後まもなくイランはイラクの侵略を受け、原子力開発計画は戦争終結まで凍結されたのである。
1995年、ロシアがブーシェフル原発のために軽水炉を供給する契約を調印した。この契約は700万ドルから1200万ドル相当のものと考えられている。この合意では、使用済み燃料棒をロシアに還付し、再処理することが求められている。しかし、アメリカ合衆国は、イランが原子力爆弾製造を目的として、燃料棒再処理を自国でおこないプルトニウムを抽出する可能性に懸念を表明した。
2004年8月、合衆国軍備担当高官は、放置すればテヘランは3年以内に核兵器を開発するだろうと発言した。ジョン・ボルトン国務次官はワシントンD.C.で「イランは3年以内に核兵器を所有できる、と同国はEU3ヵ国（英仏独）に語った」と述べている。しかし合衆国国家情報評価の報告はこの主張とは矛盾している。この前後関係についてはイランの核開発問題を参照。

## 高等教育機関
- ペルシア湾岸大学
- ブーシェフル医科大学
- イスラーム自由大学ブーシェフル
- イラン原子力エネルギー大学